# 東糀谷
東糀谷（ひがしこうじや）は、東京都大田区の町。現行行政地名は東糀谷一丁目から東糀谷六丁目。住居表示実施済区域。

## 概要
大田区の南東部に位置する。地域北部は呑川に接し、これを境に大森南に接する。地域東部は海老取川に接し、これを境に羽田空港に接する。地域南東部は羽田旭町に接する。地域南部は環八通りに接し、これを境に羽田に接する。地域西部は産業道路に接し、これを境に西糀谷に接する（地名はいずれも大田区）。
地域南東端を首都高速1号羽田線が通っている。当地域は、住宅と工場が混在した地域になっている。
6丁目は65歳以上の高齢者の人口が、2020年に実施された国勢調査で64%であることが明らかとなり、限界集落となった。

## 歴史
蒲田区発足当初、当地の地名は「糀谷町」であったが、1965年に東西分割され、東部を東糀谷、西部を西糀谷を改称したことによって誕生した地域および地名である。現在、「糀谷」の名称は「糀谷駅」「大田区立糀谷小学校」「大田区立糀谷中学校」「糀谷商店街」などにその名残がみられる。なお、北糀谷も元々は東糀谷・西糀谷と同じく羽田町大字糀谷から分割された地域であるが、「糀谷町」から分割された地域ではなく、蒲田区発足時から独立していた「北糀谷町」という地名を前身とする地域である。

## 地価
住宅地の地価は、2025年（令和7年）1月1日の公示地価によれば、東糀谷2-2-22の地点で47万2000円/m2となっている。

## 世帯数と人口
2024年（令和6年）4月1日現在（東京都発表）の世帯数と人口は以下の通りである。
| 丁目         | 世帯数    | 人口     |
| ------------ | --------- | -------- |
| 東糀谷一丁目 | 2,185世帯 | 3,613人  |
| 東糀谷二丁目 | 1,319世帯 | 1,807人  |
| 東糀谷三丁目 | 1,656世帯 | 2,357人  |
| 東糀谷四丁目 | 1,187世帯 | 2,336人  |
| 東糀谷五丁目 | 531世帯   | 1,027人  |
| 東糀谷六丁目 | 677世帯   | 1,058人  |
| 計           | 7,555世帯 | 12,198人 |

### 人口の変遷
国勢調査による人口の推移。
| 年                 | 人口   |
| ------------------ | ------ |
| 1995年（平成7年）  | 10,180 |
| 2000年（平成12年） | 10,131 |
| 2005年（平成17年） | 10,576 |
| 2010年（平成22年） | 11,095 |
| 2015年（平成27年） | 12,307 |
| 2020年（令和2年）  | 12,417 |

### 世帯数の変遷
国勢調査による世帯数の推移。
| 年                 | 世帯数 |
| ------------------ | ------ |
| 1995年（平成7年）  | 3,951  |
| 2000年（平成12年） | 4,256  |
| 2005年（平成17年） | 4,720  |
| 2010年（平成22年） | 5,325  |
| 2015年（平成27年） | 6,367  |
| 2020年（令和2年）  | 6,823  |

## 学区
区立小・中学校に通う場合、学区は以下の通りとなる（2023年3月時点）。
| 丁目         | 番地     | 小学校               | 中学校             |
| ------------ | -------- | -------------------- | ------------------ |
| 東糀谷一丁目 | 全域     | 大田区立東糀谷小学校 | 大田区立糀谷中学校 |
| 東糀谷二丁目 | 全域     | 大田区立東糀谷小学校 | 大田区立糀谷中学校 |
| 東糀谷三丁目 | 1 - 6番  | 大田区立東糀谷小学校 | 大田区立糀谷中学校 |
| 東糀谷三丁目 | 7 - 18番 | 大田区立東糀谷小学校 | 大田区立羽田中学校 |
| 東糀谷四丁目 | 全域     | 大田区立東糀谷小学校 | 大田区立羽田中学校 |
| 東糀谷五丁目 | 全域     | 大田区立東糀谷小学校 | 大田区立羽田中学校 |
| 東糀谷六丁目 | 全域     | 大田区立東糀谷小学校 | 大田区立羽田中学校 |

## 事業所
2021年（令和3年）現在の経済センサス調査による事業所数と従業員数は以下の通りである。
| 丁目         | 事業所数  | 従業員数 |
| ------------ | --------- | -------- |
| 東糀谷一丁目 | 123事業所 | 1,316人  |
| 東糀谷二丁目 | 68事業所  | 1,025人  |
| 東糀谷三丁目 | 107事業所 | 1,380人  |
| 東糀谷四丁目 | 95事業所  | 1,650人  |
| 東糀谷五丁目 | 155事業所 | 1,702人  |
| 東糀谷六丁目 | 65事業所  | 1,368人  |
| 計           | 613事業所 | 8,441人  |

### 事業者数の変遷
経済センサスによる事業所数の推移。
| 年                 | 事業者数 |
| ------------------ | -------- |
| 2016年（平成28年） | 648      |
| 2021年（令和3年）  | 613      |

### 従業員数の変遷
経済センサスによる従業員数の推移。
| 年                 | 従業員数 |
| ------------------ | -------- |
| 2016年（平成28年） | 9,269    |
| 2021年（令和3年）  | 8,441    |

## 施設
- 大田区立北前堀緑地
- 大田区立南前堀緑地
- 大田区立六間堀緑地（南東の羽田旭町との境界部）
- 東糀谷防災公園
- 東糀谷第一公園
- 東糀谷あおぞら公園
- こうじや生活支援センター（地域活動支援センターI型）
- 高野病院
- 大田区立羽田中学校
- 大田区立東糀谷小学校
- 大田区立東糀谷児童館
- トーショー
- 村山鋼材
- THKテクノセンター
- TRC羽田ビル

## 交通
当地域内に鉄道駅はないが、南にある京急空港線大鳥居駅や穴守稲荷駅のほか、JR蒲田駅からのバス路線がある。地域内のバス停は、東糀谷六丁目・東糀谷小学校・東糀谷二丁目（以上、蒲35系統）・南糀谷（蒲36系統など）・大鳥居（蒲33系統）・仲糀谷（蒲36系統など）がある。

## その他

### 日本郵便
- 郵便番号 : 144-0033[2]（集配局 : 蒲田郵便局[20]）。